# Marty Moore
Marty Moore (Phoenix, Arizona, 19 de março de 1971) é um jogador profissional de futebol americano estadunidense aposentado que foi campeão da temporada de 2001 da National Football League jogando pelo New England Patriots.